# Louis de Bonald
Louis-Gabriel-Ambroise (Millau, 2 de outubro de 1754 – Millau, 23 de novembro de 1840), Visconde de Bonald, foi um filósofo  francês adversário do iluminismo e da teoria política em que se baseou a Revolução Francesa. Juntamente com Lamennais no domínio da filosofia, Joseph de Maistre na religião, Ferdinand d'Eckstein na história, Louis de Bonald é considerado, no domínio da filosofia política, como um dos expoentes máximos da filosofia católica contra-revolucionária.

## Biografia e Pensamento
Louis de Bonald nasceu em Millau, Rouergue, no dia 2 de Outubro de 1754, tendo sido educado em Paris pelos Oratorianos do Colégio de Juilly, onde recebeu formação em Retórica e em Filosofia. Terminados os estudos, ingressou nos mosqueteiros do rei que, extintos em 1776, o levaram a voltar à sua província natal. Aí inicia actividade política, em 1785, ao ser eleito presidente do município de Millau. 
Em Fevereiro de 1790, foi reeleito presidente do município e, em Julho, foi nomeado membro da Assembleia do Departamento de Aveyron, onde chega a assumir a presidência. Na sequência da aprovação pela Assembleia Nacional da "Constituição Civil do Clero", Bonald resigna dos seus cargos, considerando que a independência da religião fora anulada e a autoridade real aviltrada, e alista-se como soldado no exército dos príncipes. Dispensado do exército, resolve retirar-se para o exílio em Heidelberg, na Alemanha.
Foi na Alemanha que Bonald escreveu o seu primeiro livro de combate ao ideário da Revolução Francesa -Théorie du pouvoir politique et religieux (Teoria do poder político e religioso) - visando em especial a teoria do "Do Contrato Social" de Rousseau. Para que o livro pudesse ser publicado em francês, e mais facilmente ser introduzido em França, Bonald resolve mudar-se para Egelshoffen, junto ao lago de Constança, na Suíça, onde se havia refugiado um grande número de padres franceses, dispondo de uma tipografia. A edição ficou pronta em 1796, provocando viva impressão em quem a conseguiu receber, como Fontanes, La Harpe ou Chateaubriand. Ao explicar o seu propósito, Bonald escreveu o seguinte:
“Em todos os tempos o homem tem querido erigir-se em legislador da sociedade religiosa e política, dando constituição a uma e a outra; ora eu creio ser possível demonstrar que o homem não pode dar uma constituição à sociedade religiosa ou política; o homem não pode dar capacidade de pensar aos corpos, ou dimensão à matéria, e que bem longe de poder constituir a sociedade, o homem, pela sua intervenção, apenas pode impedir que esta se constitua ou, mais exactamente, mais não pode do que retardar o sucesso dos esforços que ela faz para chegar à sua constituição natural”.
Tratava-se de uma crítica demolidora ao "Contratualismo", visando os seus alicerces - a negação da lei natural que constitui as sociedades - considerando que Rousseau lhe deveria ter dado título à referida obra filosófica: “Método para uso das sociedades que se pretendem afastar da lei natural” ou ainda “teoria da revolta contra a natureza”.
Bonald critica também o "Espírito das Leis" de Montesquieu, considerando-o um livro frágil e incluso. Montesquieu, ao procurar nele o motivo da diversidade dos regimes políticos, do que existe, do que é, diz apenas que essa diversidade se explica pelas diferenças de clima ou de latitude, e deixa por dizer o que deve ser.
A "Teoria do Poder" de Bonald foi apreendida e proibida de circular em França por ordem do Directório.
Em 1797, Bonald voltou clandestinamente a França sob o nome de Saint-Séverin, publicando "Essai analytique sur les lois naturelles de l'ordre social" (1800); "Du divorce" (1801); e "La législation primitive" (1802). Colaborou, com François-René de Chateaubriand, no "Mercure de France", e escreveu artigos para o "Journal des Débats". Dessas colaborações, e de outros estudos, veio a resultar a publicação, em 1819, do livro intitulado "Mélanges littéraires, politiques, et philosophiques".
Com a França já sob o Império de Napoleão, em 1808, Bonald declinou o convite para ser membro do Conselho da Universidade, cargo que acabou por aceitar em 1810, mas recusou-se a assumir a educação do filho de Louis Bonaparte, Rei da Holanda, e do Rei de Roma, filho de Napoleão I.
Bonald saudou a Restauração dos Bourbon. Em 1815, publicou "Réflexions sur l'intérèt général de l'Europe", onde pedia que, no interesse da paz na Europa, a fronteira francesa fosse até ao rio Reno. Entre 1815 e 1822 serviu como deputado de Aveyron, tendo proposto a lei contra o divórcio aprovada em 1816. A par da sua intensa actividade parlamentar, da colaboração com Chateaubriand, Lamennais, e Berryer, no "Conservateur", e depois também no "Défenseur" fundado por Lamennais, Bonald publicou então várias obras importantes: em 1817, "Pensées sur divers sujets"; em 1818, um dos seus livros mais célebres, "Recherches philosophiques sur les premiers objets des connaisances morales", saudada por Sainte-Beuve como uma arma excepcional em defesa da filosofia espiritual; e ainda uma refutação da obra de Madame de Staël sobre a Revolução francesa, sob o título "Considérations sur les principaux évènemens de la Révolution française".
O rei Luís XVIII nomeou-o membro do Conselho Real da Instrução Pública, que declinou, e, em 1822, membro da Academia Francesa. Em 1823, tornou-se par de França. Sem que tivesse sido consultado, o rei Carlos X nomeou-o presidente de um comité temporário de Censura.
Em 1827, com dedicatória aos reis cristãos da Europa, publicou a "Démonstration philosophique du principe constitutif des sociétés" retomando os temas mais importantes da sua investigação e reflexão - a teoria do poder político e religioso, resumindo e aprofundando os princípios que enunciara em 1796 - a que se seguiu "Méditations politiques sur l'Evangile".
Abandonou a política em 1830, na sequência da chegada ao trono de Luís Filipe de Orleans, retirando-se para sua terra natal, onde viria a morrer em 1840.
O estilo de Bonald é notavelmente puro e vigoroso, encontrando-se dispersos pelos seus estudos muitos pensamentos e conceitos originais que influenciaram pensadores como Saint-Simon, Comte, e mais tarde, Durkheim. Retiradas do seu contexto teológico e político, muitas das suas ideias inovadoras vieram a ser incorporadas na Sociologia.

## Obras
- 1796: Théorie du pouvoir politique et religieux
- 1800: Essai analytique sur les lois naturelles de l'ordre social
- 1801: Du divorce considéré au XIXe siècle relativement à l'état domestique et à l'état publique de la société
- 1802: La Législation primitive considérée dans les derniers temps par les seules lumières de la raison
- 1815: Réflexions sur l'intérêt général de l'Europe
- 1817: Pensées sur divers sujets
- 1818: Recherches philosophiques sur les premiers objets des connaissances morales
- 1818: Observations sur un ouvrage de Madame de Staël
- 1819: Mélanges littéraires, politiques et philosophiques
- 1821: Législation primitive considérée par les lumières de la raison
- 1821: Opinion sur la loi relative à la censure des journaux
- 1825: De la chrétienté et du christianisme
- 1826: De la famille agricole et de la famille industrielle
- 1827: Démonstration philosophique du principe constitutif de la société
- 1834: Discours sur la vie de Jésus-Christ
- 1840-43 ed. 1859: Œuvres complètes

## Principais ideias
- A força irresistível da lei natural - Omnem potestatum ad unum conferri pacis interfuit (Tácito).
- O estado natural do homem é o estado social; é a sociedade que faz o homem.
- A linguagem é uma criação e uma dádiva divina, estando nela todos os segredos da harmonia social.
- A forma natural de governo e o segredo da harmonia social descobre-se partindo da distinção entre três pessoas - Pai, Mãe e Filho.
- O segredo da Harmonia social: CAUSA, MEIO, EFEITO; três pessoas, três relações e três operações - Pai, Mãe, Filho (ordem doméstica); Poder, Ministro, Sujeito (ordem política); Deus, Mediador, Homens (ordem religiosa).
- Todo o poder é independente (absoluto - absolutismo do poder): todo o poder é necessariamente independente dos sujeitos que são submetidos à sua acção.
- Não é o poder absoluto o que pesa sobre os povos; é a obediência absoluta. O poder absoluto é uma abstracção; a obediência absoluta é o real e concreto.
- Cada povo deve viver segundo o modelo político mais adequado à sua história e tradições específicas.
- Apologia da espiritualidade cristã da Idade Média, por oposição ao paganismo da Antiguidade, retomada, segundo Bonald, no sensualismo (materialismo) dos filósofos do século XVIII.
- Defesa dos deveres do homem em sociedade, por oposição aos direitos do homem.